# Bernhard Bolzano
Bernhard Placidus Johann Nepomuk Bolzano, född den 5 oktober 1781 i Prag, död där den 18 december 1848, var en böhmisk filosof och matematiker.
Bolzano avlade 1804 prästexamen vid Karlsuniversitetet. År 1805 blev Bolzano katolsk professor i religionsfilosofi vid universitetet i Prag, men avskedades 1820, därför att han ansågs ha framställt kätterska lärosatser. Som teolog var han rationalistisk och som filosof anhängare av Leibniz. Som matematiker publicerade Bolzano några arbeten rörande funktionsteori, vilka länge förblev obeaktade, men senare erkändes vara av stor betydelse och förelöpare till modernare teorier för funktionen av en reell variabel.
I sin stora Wissenschaftslehre 1 - 4 (1837) behandlade han logiska, kunskapsteoretiska och psykologiska frågor och föregep därvid flera viktiga läror i modern logik. Bland annat gjorde han skarp skillnad mellan omdömet eller tanken som själslig upplevelse och omdömets eller tankens innehåll, som äger bestånd oberoende av upplevelsen.
Som matematiker gjorde han en betydelsefull insats bland annat med Paradoxen des Unendlichen (1851) där han i vissa delar föregrep den av Georg Cantor (1845 - 1918) framlagda teorin om transfinita tal.

## Utmärkelser
Asteroiden 2622 Bolzano är uppkallad efter honom.